# Horrorcore
Horrorcore är en rap-subgenre som kännetecknas av texter som handlar om bland annat mord, våldtäkt, kannibalism, tortyr, och så vidare. Beatsen brukar också vara mer skräckinspirerade, precis som texterna. Vissa hävdar att man ska skilja på "Wicked Shit" och Horrorcore, vissa inte.
Wicked Shit är en rap-subgenre som symboliseras genom skräckinspirerade, groteska och ofta psykotiska texter. Wicked Shit är väldigt lik "horrorcore", dock är horrorcore oftast mer fokuserat på det kusliga och obehagliga medan Wicked Shit fokuserar på det psykiska och förvridna. Det sägs att Esham är en gudfader i just Horrorcore eftersom han började rappa om döden och mörker vid 13 års ålder. Han var en inspiration för Insane Clown Posse, Insane Clown Posse förverkligade dock Eshams drömmar och många menar att det är tack vare Insane Clown Posse att DJ Clay, Twiztid, The R.O.C., Axe Murder Boyz, Anybody Killa, Vampiro, Blaze Ya Dead Homie, Boondox, Lavel, Myzery och Marz med flera fick sitt genombrott.
En del tror att Horrorcore har inspirerat många att göra handlingar såsom terroristattacker, och en del har till och med tyckt att Horrorcore borde förbjudas. 
En ny våg av hip hop med sitt ursprung på hemsidan Soundcloud, med ett mörkt sound och med teman ofta associerade med horrorcore blev populär genom artister som $uicideBoy$ och Ghostemane med flera. Många, även de själva, menar dock att de inte spelar denna typ av rap. $uicideBoy$ har till och med gjort en låt kallad "Stop Calling Us Horrorcore".

## Artister (urval)
- Dark Lotus
- Insane Clown Posse
- Gravediggaz
- Three 6 Mafia
- Ganksta N-I-P
- Cage
- Halfbreed
- Twiztid
- Mars
- Necro
- Q-Strange
- Esham
- Blaze Ya Dead Homie
- Anybody Killa
- Vampiro (gästade under Insane Clown Posse's skivbolag, blev kompis med ICP genom wrestling)
- Scum (Rapper)
- The R.O.C.
- Axe Murder Boyz
- Killa C
- Grave Plott
- Liquid Assassin
- Supaman (Dyker upp under ett antal psykopatiska låtar gjorda av Killa C)
- Tech N9ne
- Kidd Crusher (Australisk artist, dyker upp i YouTube och MySpace Bland annat för att bli mer känd bland juggalos)
- Rhyme Asylum
- King Gordy
- Unusual Suspects